# Ján Kalinčiak
Ján Kalinčiak (10. srpna 1822, Horné Záturčie, dnes součást Martina – 16. června 1871, Martin) byl slovenský spisovatel a básník.

## Životopis
Pocházel ze sedlácké rodiny, jeho otec byl evangelickým knězem a matka zemankou. Studoval v Záturčí, Necpaloch, Gemeru, později v Levoči a od roku 1839 v Bratislavě. O několik let později studoval i v německém Halle. Působil jako vychovatel a od roku 1846 působil (díky Štúrově intervenci) jako profesor filozofie a rektor na gymnáziu v Modre. Od roku 1858 (do 1869) byl ředitelem na gymnáziu v Slezském Těšíně, kde se setkal s M. M. Hodžou. Po odchodu do penze se přestěhoval do Martina, a stal se redaktorem měsíčníku Orol. Pochován je na Národním hřbitově v Martině.

## Tvorba
Svojí tvorbou se Ján Kalinčiak řadí do období slovenské romantické literatury. Největší vliv na vývoj Kalinčiakova osobního i literárního formování mělo střetnutí se štúrovci, hlavně pak samotné přátelství s Ľudovítem Štúrem. V posledních letech Štúrova života přepisoval jeho dílo O národných povestiach a piesňach plemien slovanských do češtiny.
Základními náměty jeho raných prací je slovanství, folklór a literatura, Slovensko v rámci Uherska. Také zapisoval slovenské lidové pohádky a překládal. Zpočátku psal hlavně v češtině, v roce 1843 mu vyšla první báseň v slovenštině, čím se zařadil mezi první autory, kteří na Slovensku psali v tomto jazyku. V jeho dílech se setkáváme s hlubokými autorovými rozpory a jejich způsoby řešení, kde nechybí ani prvky romantického titanismu. Tak se jeho tvorba dá porovnávat s jinými romantickými básníky, jako byl Andrej Sládkovič a zejména Janko Kráľ.
Hlavní část jeho díla však tvoří prozaická tvorba, která je nejrozsáhlejší a zároveň nejvýznamnější částí slovenské romantické prózy. Jeho prozaická díla mají často autobiografické črty a hlavním motivem jsou rozpory mezi osobním a nadosobním, láskou a povinností, zákonem a jeho porušením z „vyšších“ důvodů, přičemž hrdina má osobní pocit neviny.

## Dílo

### Básně
- 1842 – Králův stůl (vyšlo v časopise Tatranka)
- 1843 – V lúčivom zasadnutí 17. júna 1843
- 1843 – Velebnému otcovi Slovákov Jánovi Hollému na deň jeho mena 1843 24. júna
- 1846 – Bojovník, báseň, která zlidověla (vyšlo v časopise Nitra)
- 1846 – Krakoviaky (vyšlo v časopise Nitra)
- 1846 – Márii od Jána (vyšlo v časopise Nitra)
- 1847 – Pozdravenie (vyšlo v časopise Nitra)
- 1847 – Rada (vyšlo v časopise Nitra)
- 1847 – Moja mladosť (vyšlo v časopise Nitra)
- 1847 – Smutný pohrab (vyšlo v časopise Nitra)
- Legenda o hlavatém Fríckovi
- Králik
- Pěvec
- Šuhaj zabitý
- On parlera de sa gloire
- Na Silvestra, rukopis
- Túženie, rukopis
- Triolety, rukopis

### Román
- 1860 – Reštavrácia

### Pověsti
- 1842 – Bozkovci (vyšla v časopise Nitra)
- 1845/1846 – Milkov hrob (vyšlo v časopise Orol tatránski)
- 1845/1846 – Bratova ruka (vyšlo v časopise Orol tatránski)
- 1845/1846 – Púť lásky (vyšlo v časopise Orol tatránski)
- 1847/1848 – Mládenec slovenský (vyšlo v časopise Orol tatránski)
- 1847/1848 – Svätý Duch (vyšlo v časopise Orol tatránski)
- 1852 – Knieža liptovské (vyšlo v časopise Slovenské pohľady)
- 1864 – Mních (vyšlo v časopise Sokol)
- 1870 – Orava (vyšlo v časopise Orol)
- 1871/1873 – Povesti Jána Kalinčiaka, souborné dílo jeho prací (7 sv.)
- Láska a pomsta

### Jiná díla
- 1841 – Cesta na knížecí pole (vyšlo v časopise Buben)
- 1841 – Poslední počestnosť spící dýmky (vyšlo v časopise Buben)
- 1847/1848 – Serbianka, povídka ze srbsko-tureckých bojů (vyšlo v časopise Orol tatránski)
- 1862 – Vlastný životopis (vyšlo v časopise Lipa)

### Ztracená díla
- Lenka Turzovna, pověst
- Matúš Trenčiansky, pověst
- Stará matka, pověst

### Teorie a kritika
- 1851 – polemika o Žehrách od J. Záborského (vyšlo v časopise Slovenské pohľady)
- 1854 – recenze knihy O národných povestiach a piesnach plemien slovanských od Ľ. Štúra
- 1862 – Rozpomienky na Ondreja Sládkoviča, první hluboký rozbor Sládkovičovy tvorby, zejména Maríny a Detvana (vyšlo v časopise Sokol)
- 1955 – Súčasníci o Ľudovítovi Štúrovi, (editor Ján Kalinčiak)